# Jan Cichocki
Jan Cichocki – polski żołnierz podziemia pod okupacją niemiecką i działacz kombatancki.

## Życiorys
W latach 1942–1943 żołnierz Batalionów Chłopskich, a następnie Armii Krajowej. Brał udział w walkach z Niemcami na Zamojszczyźnie oraz w akcji „Burza”, w czasie której został ranny. Dowódca drużyny w placówce Gaj Gruszczański w obwodzie zamojskim. Był współinicjatorem połączenia dwóch organizacji AK-owskich w Światowy Związek Żołnierzy Armii Krajowej. Od 2006 r. prezes Zarządu Obwodu Białostockiego ŚZŻAK.
29 lipca 2007 prezydent Lech Kaczyński odznaczył Jana Cichockiego Krzyżem Oficerskim Orderu Odrodzenia Polski podczas obchodów 63. rocznicy wybuchu Powstania Warszawskiego.